# William Hubbard Baxter
William Hubbard Baxter III, né le 3 mars 1949, est un linguiste américain, spécialiste du chinois archaïque. Il est l'auteur, avec le linguiste français Laurent Sagart, d'une des principales méthodes de reconstruction phonologique du chinois archaïque, dite Baxter-Sagart, avec la méthode du linguiste chinois Zhengzhang Shangfang.